# Columnella tecta
Columnella tecta är en mossdjursart som först beskrevs av Hasenbank 1932.  Columnella tecta ingår i släktet Columnella och familjen Farciminariidae. Inga underarter finns listade i Catalogue of Life.